# 프로토코스: 신들의 예언서
《프로토코스: 신들의 예언서》는 대한민국의 게임과멀티미디어(G&M)사가 1995년에 개발한 도스용 롤플레잉 게임이다. 이야기는 모두 한국어로 진행된다. 대한민국에서 만들어진 롤플레잉 게임의 대작으로 비슷한 시기에 앞서 발매된 《어스토니시아 스토리》보다 낫다는 평가를 받았다. “벨슨그의 오두막”부터 “넬피의 성”까지 스테이지가 나뉘어 있다.

## 프롤로그
게임을 시작하면 벨슨그와 그의 아들 카만이 식사를 하는 장면이 나온다. 벨슨그가 카만에게 반지를 하나 주는데 아들이 거절한다. 그러나 아버지는 그래도 받아야 한다며 아들에게 반지를 건넨다. 둘은 침대에 피로를 풀기 위해 잠을 청한다.
아버지가 주무시는 가운데, 아침 일찍 카만이 일어난다. 카만은 고장난 단검을 고치러 마을로 향하는데, 가는 길에 검은 망토의 사나이를 본다. 무기를 고치는 곳에 들어가서 아저씨에게 단검을 맡긴다. 카만은 다시 밖으로 나가다가, 그의 친구 엔키트가 카만을 부른다. 카만은 엔키트를 자기 집에서 같이 놀자며, 엔키트와 함께 카만의 집으로 향한다. 그러나 집에 도착하니 아버지는 집에 계시지 않는다. 엔키트는 탁자 위에 있는 쪽지 하나를 발견하고 카만을 부른다. 카만이 다가가 쪽지를 읽는다. 그 쪽지에는 급한 일이 있어서 떠난다는 메시지가 담겨 있었다.
카만은 검은 망토의 사나이에 대한 의심을 품고, 그를 찾아 나서기로 결심한다. 엔키트를 먼저 보내고, 마을에서 단검을 받아 북마겔 산맥으로 향하게 된다. 마을에서 나가는 곳에서 엔키트는 카만을 부른다. 카만은 엔키트와의 동행을 거절했지만, 엔키트는 반대를 무릅쓰고 같이 가자고 한다. 이 둘은 함께 북마겔 산맥으로 향한다.

## 외면 받은 수작
이 게임은 실시간 개념이 가미된 전투 방식을 비롯하여 전반적으로 파이널 판타지와 비슷하다는 느낌을 주며, 매력적인 시나리오와 그래픽으로 많은 사랑을 받았다. 이렇게 뛰어난 작품성에도 불구하고, 외면 받은 수작이라고 불리고 있다. 그 까닭은 다음과 같다.
- 첫째, 출시 당시 패키지 제품이 고사하던 가운데, 불법 복제가 난무하였다.
- 둘째, 메모리 관리에서 EMS를 사용하지 않도록 설정해야 하는 까다로운 점이 있었다.

## 게임을 즐기는 법
- 최신의 컴퓨터에서는 최신 버전의 도스박스를 사용하면 된다. 다만, 도스박스 설정 파일 DOSBox.Conf의 내용 가운데 ems=false로 설정한 뒤에야 게임을 즐길 수 있다. 도스박스는 2006년 4월 27일자 CVS 빌드부터 프로토코스를 지원하기 시작하였다.
- QEMU와 같은 다른 에뮬레이터로도 이 게임을 돌릴 수 있지만, 게임 속도를 제어하기가 쉽지 않다.

## 같이 보기
- 프로토코스 외전: 액션 롤플레잉 게임으로 탈바꿈한, 프로토코스 “신들의 예언서”의 후속작